# Eliot Engel

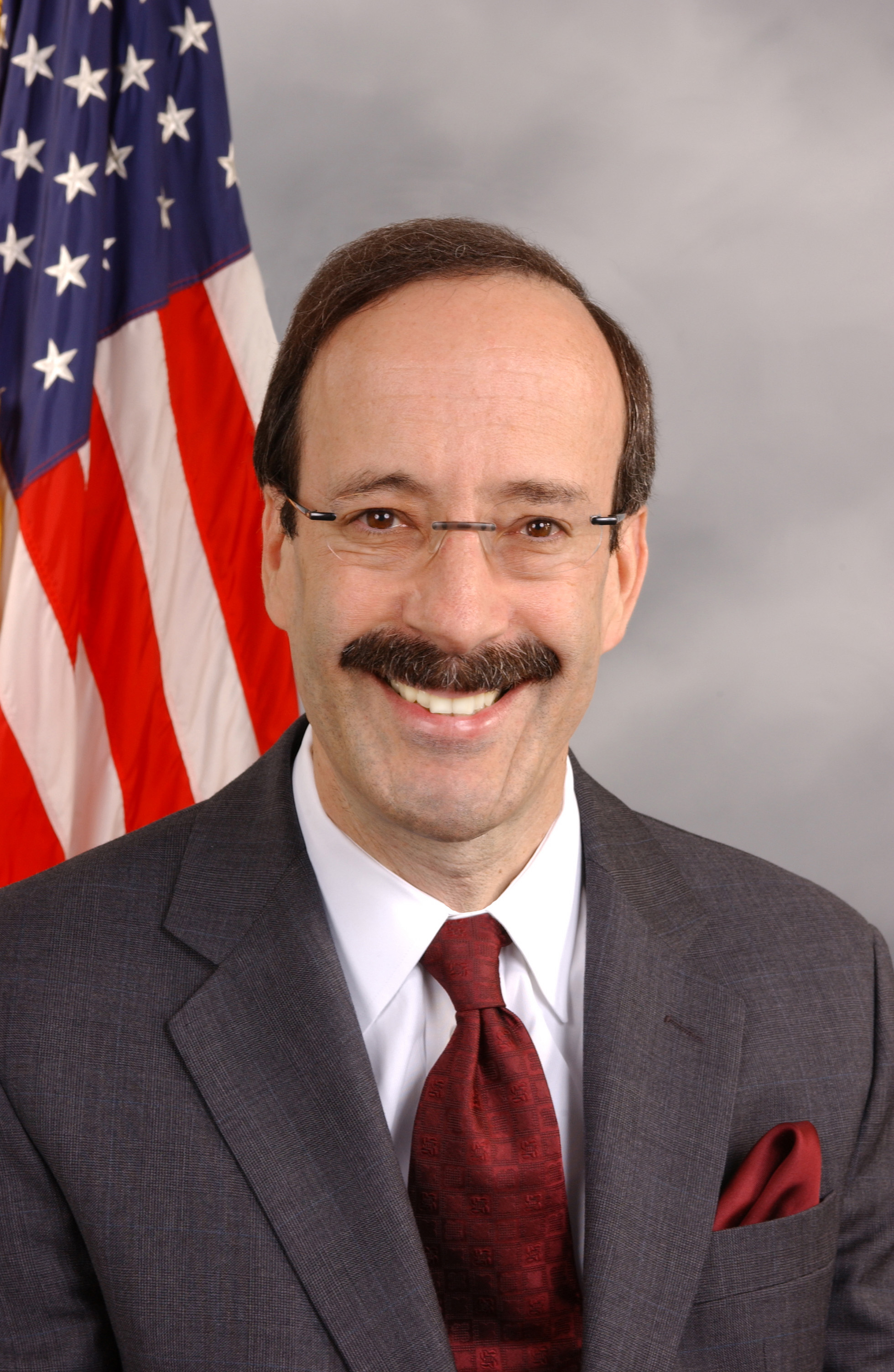
Eliot Engel, 2003

Eliot Lance Engel (* 18. Februar 1947 in New York City) ist ein US-amerikanischer Politiker der Demokratischen Partei. Er war von 1989 bis 2021 Mitglied des Repräsentantenhauses der Vereinigten Staaten für den Bundesstaat New York.

## Biografie
Eliot Engel wurde in der New Yorker Bronx geboren. Engel ist der Enkel von ukrainischen Juden, die in die USA auswanderten. 1969 schloss er am Lehman College mit einem Bachelor of Arts in Geschichte ab. Dort erhielt er auch seinen Master. Er machte ebenfalls einen Abschluss in Recht an der New York Law School. Daraufhin war er als Lehrer an einer Junior High School tätig. Bis zu seiner Wahl ins Repräsentantenhaus 1989 war er zwölf Jahre Mitglied in der New York State Assembly.
Im Jahr 1988 wurde er als Nachfolger von Mario Biaggi für den neunzehnten New Yorker Kongressdistrikt ins Repräsentantenhaus gewählt, wo er am 3. Januar 1989 sein neues Mandat antrat. Der Distrikt ist aus Teilen der Bronx, des Westchester County und des Rockland County gebildet. Da er bei allen folgenden Wahlen, einschließlich der des Jahres 2018, wiedergewählt wurde, konnte er sein Mandat bis zum 3. Januar 2021. Durch Umstrukturierung der Wahlbezirke des Staates New York erhielt sein Distrikt mehrfach eine andere Nummer. Bis 1993 vertrat er daher den 19. dann bis zum Jahr 2013 den 17. Wahlkreis. Seit 2013 war er Repräsentant des 16. Wahldistrikts.
Im Repräsentantenhaus war er Mitglied des Committee on Energy and Commerce und als Ranking Member im Ausschusses für auswärtige Angelegenheiten, wo er in der Außenpolitik als Falke und Hardliner galt, mit wichtigen Geldgeber in der waffenproduzierenden und Rüstungsindustrie, wie Northrop Grumman, Boeing, Lockheed Martin, Raytheon und General Atomics. Er leitete über mehrere Jahre den Internationalen Rat jüdischer Parlamentarier. Engel stimmte für den Irak-Krieg unter George W. Bush und gegen das Atomabkommen mit Iran unter Barack Obama. Wähler demonstrierten in seinen Büros gegen seine Umweltpolitik und seine Weigerung, das Versprechen abzugeben, kein Geld aus der Industrie der fossilen Brennstoffe (No Fossil Fuel Money Pledge) anzunehmen.
Im Juni 2020, während der Proteste in Reaktion auf den Polizeimord an George Floyd, verlor Engel die parteiinterne Vorwahl der Demokraten im Vorfeld der Wahl zum Repräsentantenhaus am 3. November mit einem zweistelligen Rückstand gegen seinen linken Herausforderer Jamaal Bowman, der von Bernie Sanders und Alexandria Ocasio-Cortez unterstützt wurde und ihn am 3. Januar 2021 ablöste.
Engel ist verheiratet und lebt in der Bronx.